# Westhorpe (Suffolk)

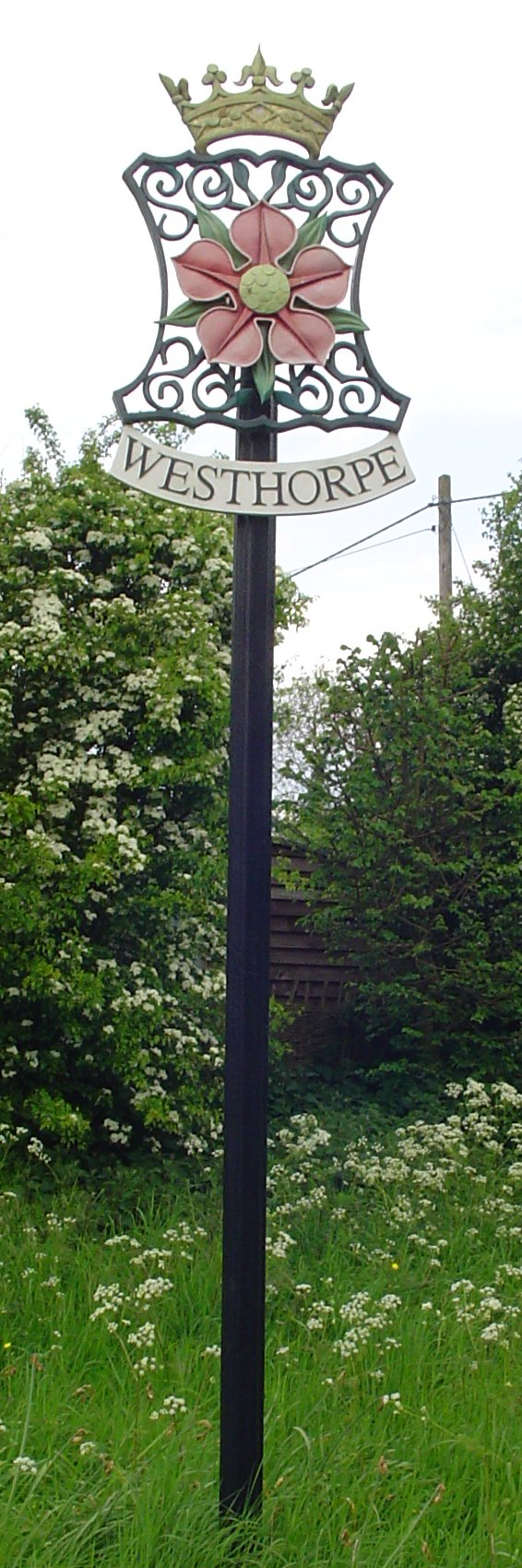
Wegweiser nach Westhorpe

Westhorpe ist ein Straßendorf und Zivilgemeinde in Suffolk, 21 Kilometer von Bury St Edmunds, 13 Kilometer von Stowmarket sowie 1,5 Kilometer von den Orten Wyverstone und Finningham entfernt. Verwaltungstechnisch gehört Westhorpe zum non-metropolitan district Mid Suffolk.
Westhorpe Hall war in der Vergangenheit ein Schloss der Dukes of Suffolk. Hier starb Mary Tudor, die englische Prinzessin und ehemalige französische Königin.
Koordinaten: 52° 17′ N, 1° 0′ O